# TRIPS (архитектура процессора)
TRIPS (англ. The Tera-op, Reliable, Intelligently adaptive Processing System) — это микропроцессорная архитектура, разработанная командой из Техасского университета в Остине совместно с IBM, Intel и Sun Microsystems. TRIPS использует архитектуру набора команд, разработанную так, чтобы её можно было легко разбить на большие группы инструкций (графиков), которые могут выполняться на независимых элементах обработки. Конструкция собирает связанные данные в графики, пытаясь избежать дорогостоящих операций чтения и записи данных и сохраняя данные в высокоскоростной памяти рядом с элементами обработки. Прототип процессора TRIPS содержит 16 таких элементов. TRIPS надеялся достичь 1 TFLOP на одном процессоре, согласно опубликованным с 2003 по 2006 годы документам.